# Derde Mithridatische Oorlog
De Derde Mitridatische Oorlog (73 - 63 v.Chr.) was de laatste, de langste en de beslissende oorlog tussen de Romeinse Republiek en het koninkrijk Pontus onder leiding van koning Mithridates VI. De oorlog eindigde met de definitieve nederlaag van Mithridates VI en zijn koninkrijk werd als provincie opgenomen in het Romeinse Rijk.

## Voorgeschiedenis
Na de plotselinge dood van Mithridates V van Pontus kregen zijn zoons Mithridates VI, Mithridates Chrestus en vrouw Laodice VI de macht over het koninkrijk Pontus. Pas in het jaar 113 v.Chr. kreeg Mithridates de alleenmacht over het koninkrijk en trouwde hij met zijn zus Laodice om zijn koningschap veilig te stellen. 
Mithridates VI werd omschreven als een kundig en ambitieus man met een opmerkelijke fysieke kracht en geestelijk uithoudingsvermogen. Nadat Mithridates de macht gekregen had over het schiereiland Krim, verlegde hij zijn aandacht voor het uitbreiden van zijn grenzen naar het zuiden. Bij het veroveren van de landstreek Paphlagonië stuitte hij op koning Nicomedes IV van Bithynië, een bondgenoot van Rome.

### Eerste oorlogen met Rome
Nicomedes verklaarde op aanraden van zijn Romeinse adviseurs in het jaar 89 v.Chr. de oorlog aan Mithridates, maar de Pontische koning wist de Bithynische en Romeinse troepen te verslaan. Het jaar daarop wist Mithridates met weinig moeite de Romeinen uit Klein-Azië te verdrijven. Mithridates wist tot Griekenland door te dringen, voordat hij door Sulla tot staan werd gebracht. Na een reeks nederlagen tegen de Romeinen te hebben geleden, sloten Sulla en Mithridates in 85 v.Chr. het Verdrag van Dardanos.
Mithridates keerde terug naar zijn koninkrijk, maar de vrede hield niet lang aan. In 83 v.Chr. viel de Romeinse legaat Lucius Licinius Murena Pontus binnen vanwege de herbewapening van de Pontische troepen. Mithridates was al snel in staat om het binnenvallende leger te verslaan. Toen Sulla dit nieuws vernam, riep hij direct Murena terug, waardoor hij de vrede tussen beide staten wist te herstellen.

### Aanloop naar een nieuwe oorlog
Na het beëindigen van de Tweede Mithridatische Oorlog in 81 v.Chr. was de relatie tussen de Romeinse Republiek en het koninkrijk Pontus niet optimaal. Die werd al snel onder druk gezet toen Mithridates VI een alliantie aanging met Quintus Sertorius, een Romeinse rebellenleider in wat nu Spanje is. Mithridates stuurde geld en een vloot naar Sertorius. In ruil kwam Marcus Marius naar Pontus toe om het Pontische leger te trainen en te hervormen. Deze alliantie vormde al gauw een bedreiging voor de Romeinse Republiek. Ook voerde Mithridates onderhandelingen met Spartacus voor een alliantie, maar Marcus Licinius Crassus Dives wist het slavenleger in Italia te verslaan, waardoor een mogelijke bondgenoot voor Mithridates werd uitgeschakeld. Toch was Mithridates in staat om een nieuw bondgenootschap te vormen. Hij vond in koning Tigranes II van Armenië een betrouwbare bondgenoot. Door deze alliantie kreeg de koning van Pontus een machtige positie in Klein-Azië.

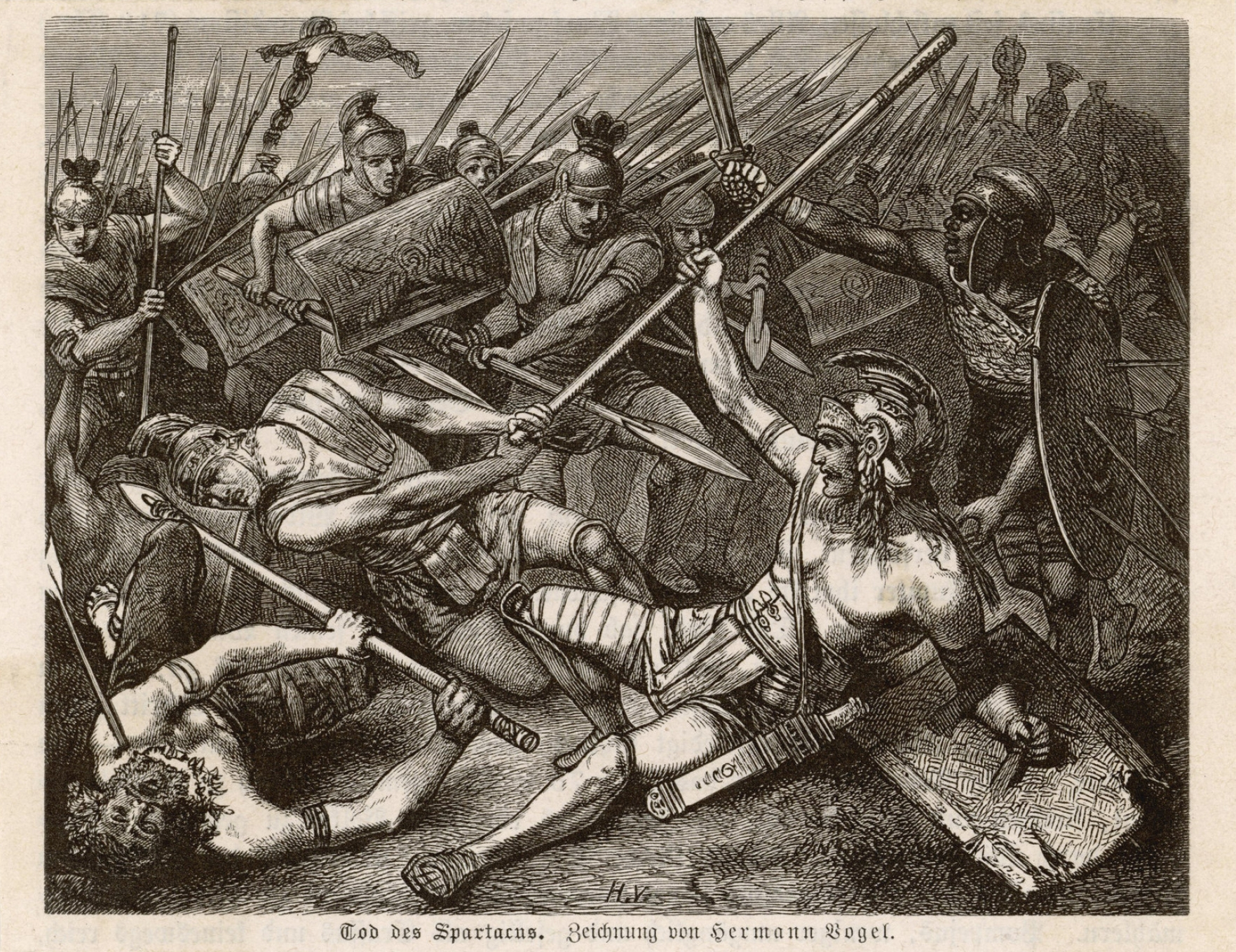
De dood van Spartacus, een van de bondgenoten van Mithridates, een ets van Hermann Vogel.

In 74 v.Chr. leidde Sertorius een grote opstand tegen Rome vanuit Spanje. Bijna tegelijkertijd begon ook Mithridates zijn troepen te mobiliseren om de Romeinse gebieden in te nemen. De Romeinse senaat stuurde Pompeius Magnus om de opstand van Sertorius neer te slaan. Sertorius stierf al snel: hij werd vermoord door zijn vrienden. Voor het commando om de strijd tegen Mithridates op te nemen, waren vele kandidaten. In zijn strijd voor het commando tegen Mithridates had Lucullus een grote tegenstander in Publius Cornelius Cethegus. Uiteindelijk besloot Lucullus met hem en G. Aurelius Cotta een verbond. Zo kreeg Cotta de provincie Bithynië en Lucullus Cilicië en daarmee het commando tegen Mithridates.

## Verwarring over aanvangsdatum oorlog
Over het jaar waarin de Derde Mithridatische Oorlog uitbrak, is jarenlang discussie gevoerd onder historici. Die duurde voort tot de jaren 80 van de twintigste eeuw. De Canadees Thomas Robert Broughton was de mening toegedaan dat de oorlog in 74 v.Chr. uitbrak. Andere historici waren van mening dat de oorlog een jaar later is begonnen.
Een definitieve doorbraak werd gevonden in het werk Pro Cluentio van Marcus Tullius Cicero. Hierin meldde Cicero dat Lucullus ten tijde van de rechtszaak eind 74 nog steeds aanwezig was in Rome en nog in functie was in zijn ambt als Consul van Rome. Hiermee werd uiteindelijk uitgewezen dat de oorlog met Rome in 73 v.Chr. begon en niet het jaar daarvoor.

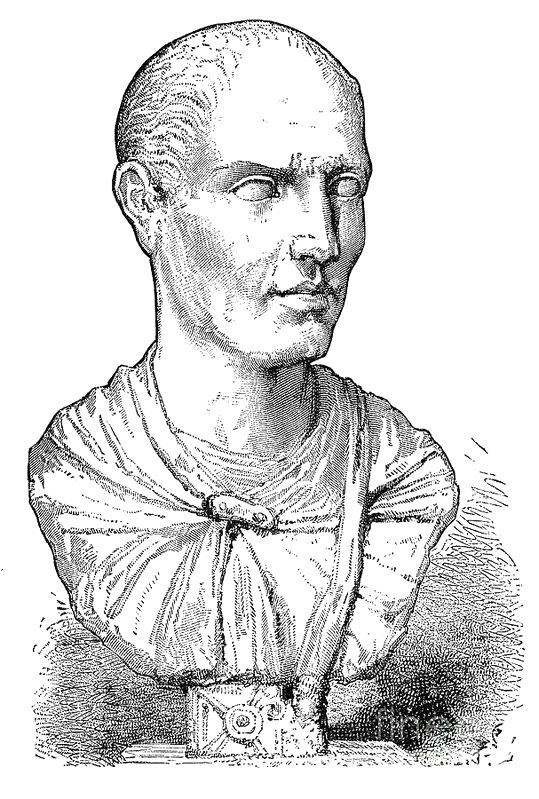
Lucius Licinius Lucullus

## Verloop van de oorlog
De eerste actie in de oorlog werd ondernomen door Cotta. Hij zeilde met de Romeinse vloot naar de Zwarte Zee om het koninkrijk Pontus over zee aan te vallen. Toen zijn vloot door de Bosporus voer, nabij Chalcedon, werd zijn vloot aangevallen door de Pontische vloot. Die behaalde de eerste overwinning in de oorlog. De Romeinse vloot verloor vierenzestig schepen en bijna drieduizend man. Cotta was gedwongen te blijven, totdat Lucullus hem kwam bevrijden. Die had hiervoor zijn eigen invasieplannen geannuleerd.
Bij de aankomst van Lucullus in Klein-Azië waren er in Cilicië vier legioenen gestationeerd, voor Lucullus had Publius Servilius Vatia Isauricus het commando over twee van deze legioenen gehad in de strijd tegen de piraten. Terwijl Lucullus bezig was met het inspecteren van zijn troepen, viel Mithridates het koninkrijk Bithynië binnen en begon de stad Cyzicus te belegeren. Lucullus wist zijn vijf legioenen snel te mobiliseren en was in staat het Pontische leger te verslaan in de slag bij Cyzicus, waarna Mithridates zich genoodzaakt zag zich terug te trekken. Vrijwel direct ging Lucullus in de tegenaanval. Ondertussen kreeg Licinius Lucullus hulp van zijn broer Marcus Lucullus, die in zijn functie als proconsul van Macedonië verscheidene nederzettingen van Mithridates aan de westelijke kust van de Zwarte Zee veroverde.

### Romeinse invasie in Pontus
Inmiddels maakte Lucullus zich op voor een invasie in Pontus. Hij wilde als eerste Pontus veroveren en hij wenste een confrontatie met Armenië te ontlopen, want hij achtte de Armenen te sterk voor zijn leger. Lucullus gaf Cotta de opdracht om de belangrijke havenstad Heraclea Pontica te veroveren en Gaius Valerius Triarius moest de Egeïsche Zee controleren. Zodra Mithridates het gevaar onder ogen kreeg vluchtte hij. Inmiddels begon Lucullus de stad Amaseia te belegeren. Een ander onderdeel van zijn leger moest de stad Themiscyra aanvallen. Toen de lente van 72 v.Chr. inviel, besloot Lucullus Mithridates achterna te gaan, Murena kreeg nu het bevel over de troepen voor Amaseia. Daarop wist Lucullus Mithridates te verslaan tijdens de Slag bij Cabira. Mithridates wist te ontvluchten, ditmaal naar Armenië. Het jaar daarop viel de stad Heraclea Pontica definitief in Romeinse handen. Amaseia hield lang stand en pas na persoonlijke bemoeienis van Lucullus wist hij de stad in te nemen, maar hij wist niet te voorkomen dat de stad werd afgebrand. In het jaar 70 v.Chr. viel ook de stad Sinop en daarmee het koninkrijk Pontus. Terwijl Sinop viel,  werd Cotta ontdaan van zijn ambt en naar Rome gestuurd om terecht te staan voor omkoping. Cotta werd schuldig bevonden en uit de senaat gezet. Voordat Lucullus naar Armenië vertrok, had hij stappen ondernomen om afpersing tegen te gaan in de provincie Asia en konden de steden de herstelbetalingen uitvoeren, waardoor ze binnen vier jaar schuldenvrij zouden zijn.

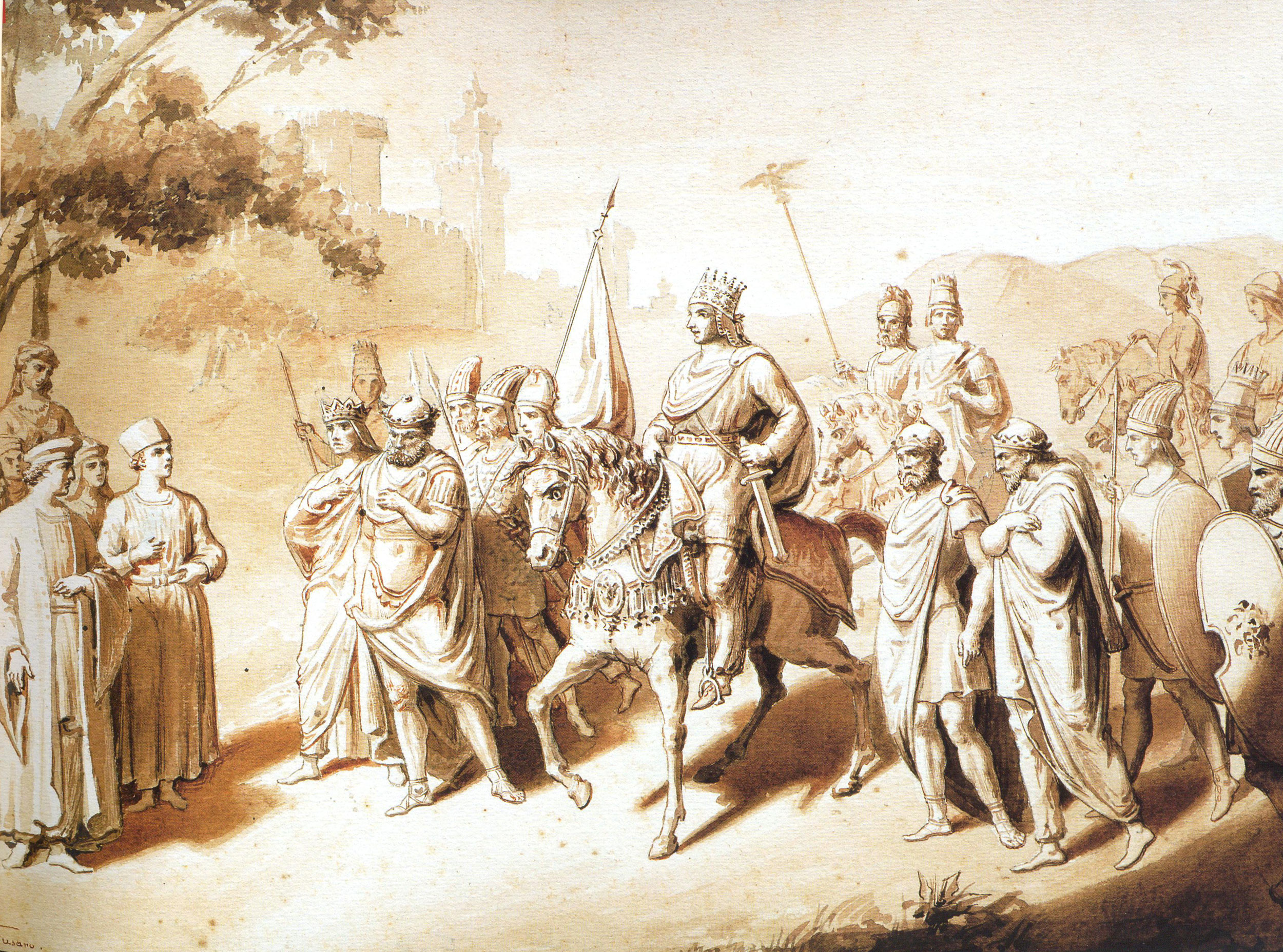
Tigranes II die vergezeld wordt door vier van zijn vazallen.

### Romeins-Armeense oorlog
Na zijn geslaagde verovering van Pontus, maakte Lucullus snel plannen om Armenië binnen te vallen. Tijdens de afwezigheid van Mithridates herorganiseerde Lucullus de Romeinse provincies in Asia, door onder andere de belasting te verlagen. Er waren voor Lucullus meerdere redenen om Armenië binnen te vallen. Ten eerste verbleef Mithridates op dat moment in Armenië; Tigranes II weigerde immers zijn schoonvader uit te leveren. Ten tweede bereikten Lucullus rapporten dat Tigranes II en Mithridates een inval in Cilicië aan het voorbereiden waren. Ten slotte werd de Romeinse onderhandelaar (Appius Claudius Pulcher) volgens de Romeinen niet met het benodigde respect behandeld. Tevens werd Tigranes niet aangesproken volgens de vorm die hij gewend was ('Koning der Koningen'), wat ook bij Tigranes voor wrevel zorgde.
In 69 v.Chr. begon Lucullus aan de veldtocht naar Armenië. Hij ondervond al snel enige tegenslag. Hij werd door de uitdijende Eufraat gehinderd. Pas na een paar dagen en enkele offerandes kon hij zijn tocht voortzetten. Het Romeinse leger zette koers naar Tigranocerta, de nieuw gebouwde hoofdstad van het Armeense Rijk, om de stad te belegeren en Tigranes tot overgave te dwingen. Terwijl de stad belegerd werd verzamelde Tigranes in het Taurusgebergte een leger om de Romeinen het hoofd te kunnen bieden. De Armeense koning kwam met een groot leger om de stad ontzetten, maar hij moest het onderspit delven in de Slag bij Tigranocerta. Tigranes trok zich naar het noorden terug om een nieuw leger te vormen en om de stad Artaxata te beschermen. In de zomer van 68 marcheerde Lucullus op naar Artaxata en was in staat om opnieuw Tigranes te verslaan. Deze vluchtte de bergen in, maar de Romeinse legionairs weigerden hem te achtervolgen. 

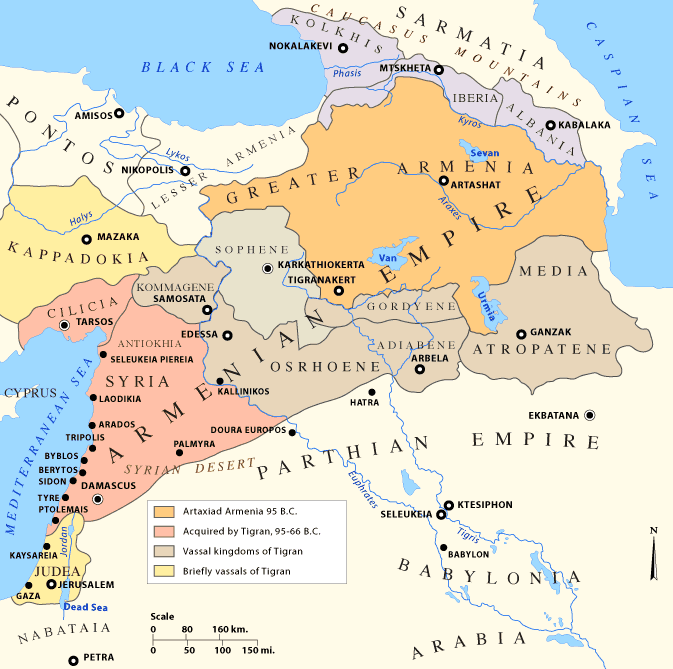
Kaart van het Armeense Rijk van Tigranes II met zijn veroveringen en vazalstaten.

Uiteindelijk besloot Lucullus een andere weg te nemen naar het zuiden, maar hij moest al snel de vestingstad Nisibis belegeren. Lucullus slaagde hierin, maar inmiddels werd zijn opperbevel over het leger betwist. De troepen van Lucullus stonden op het punt van muiten, vanwege de lange oorlog in Klein-Azië. Langzamerhand sijpelden er ook geruchten Rome binnen. Zo werd Lucullus onder meer verweten dat hij Mithridates expres had laten ontsnappen naar Armenië, zodat Lucullus daar de rijkdommen kon vergaren. Een bewering die de Romeinse historicus Marcus Velleius Paterculus onderschreef. Volgens hem werd Lucullus gedreven om zo veel mogelijk rijkdom te vergaren. Door deze aanhoudende geruchten gingen er stemmen op Lucullus te vervangen als opperbevelhebber. Lucullus' schoonzoon Appius Claudius Pulcher pleitte in de senaat voor de benoeming van Pompeius Magnus als opperbevelhebber over de troepen van Lucullus. Hij kreeg bijval van de redenaar Cicero. De volkstribuun Gaius Manilius pleitte daarnaast ervoor dat de troepen die onder leiding stonden van de gouverneur van Bithynië, Glabrio, ook overgedragen zouden worden aan Pompeius, waardoor Pompeius de gehele heerschappij over Klein-Azië zou verkrijgen. De overdracht van het bevel aan Pompeius was een grote klap voor de aristocraten. Zij zagen hierin alleen maar de alleenheerschappij van Pompeius toenemen.
Na de aankomst van Pompeius in Klein-Azië vaardigde hij vele edicten uit. Zo liet hij geen enkele maatregel die Lucullus had getroffen ongeschonden. De veldheren ontmoetten elkaar uiteindelijk in Galatië. Volgens Plutarchus was de ontmoeting tussen Pompeius en Lucullus verre van vriendelijk.

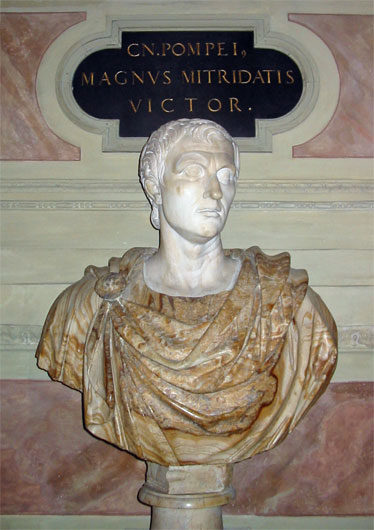
Een buste van Pompeius in het Paleis van München.

### De oorlog van Pompeius
Door de wisseling van het opperbevel zijn Mithridates VI en Tigranes in staat om terug te keren naar hun steden en zich opnieuw te bewapenen tegen de Romeinen. Met ruim dertigduizend soldaten marcheerde Pompeius richting zijn tegenstander, maar leverde niet direct slag. Mithridates was gelegerd op een sterke, moeilijk aan te vallen hoogte. Toch verliet hij deze hoogte, omdat er volgens hem geen water was. Toen Pompeius later zijn kamp hier liet op slaan, hadden zij echter water in overvloed. Vervolgens liet Pompeius zijn leger de stellingen van Mithridates omsingelen. Na een beleg van 45 dagen vluchtte Mithridates met zijn sterkste troepen weg. Pompeius dwong Mithridates verder in het nauw door onder andere een alliantie aan te gaan met koning Phraates III Theos, de koning van de Parthen.  Opnieuw vluchtte Mithridates naar Armenië, maar dit keer weigerde Tigranes hem asiel te verlenen. Hierop besloot Mithridates te vluchten naar zijn gebieden in de Colchis.

### Campagne in de Kaukasus
Door de vlucht van Mithridates was Pompeius genoodzaakt achter de Pontische koning aan te gaan aan en wist hij hem te verslaan in de Slag bij de Lycus. Ook ditmaal wist Mithridates te ontkomen en ging hij naar zijn gebieden in Colchis. Hierop begon Pompeius een nieuwe veldtocht en trok hij de Kaukasus binnen. Daar moest hij noodgedwongen de strijd leveren met de Albanen die hem kort na de Romeinse Saturnalia aanvielen. Pompeius wist zijn aanvallers af te slaan en sloot een verdrag met hen af. Vervolgens werd hij geconfronteerd met de strijd tegen Iberiërs, die zich aan de zijde van Mithridates hadden geschaard, en wist hen in een veldslag aan de oevers van de Cyrus te verslaan. 
Na deze overwinning viel hij de Colchis binnen, aldaar ontmoette hij Fasis Servilius, die het commando had over de Romeinse vloot op de Zwarte Zee. Hij was echter gedwongen om weer naar het zuiden te gaan aangezien de Albanen hem ontrouw waren geworden. In de slag die hier op volgde wist Pompeius de generaal Kosis, de broer van de koning van de Albanen, te doden. Pompeius trok met zijn leger verder naar de Kaspische Zee, maar de omstandigheden dwongen hem om terug te keren naar Klein-Armenië.

### Onderwerping van Tigranes en het einde van Mithridates
De jongste zoon van Tigranes II, ook Tigranes geheten, was in opstand gekomen tegen zijn vader en had hierbij de hulp gekregen van de Partische koning Phraates III Theos. Toen Phraates terugkeerde naar zijn eigen rijk wist koning Tigranes II zijn zoon te verslaan die hierop naar Pompeius vluchtte. Met de jonge Tigranes aan zijn zijde trok Pompeius Armenië binnen. De steden die zij aandeden gaven zich al snel aan hen over. Koning Tigranes was op de hoogte van de gegevensgezindheid van de Romeinse generaal en trok ongewapend het kampement van Pompeius binnen en legde zijn koninklijke tiara aan de voeten. Pompeius gaf hem echter een zetel en ze kwamen vervolgens een verdrag overeen, waarin Armenië schatting zou betalen aan Rome. Tigranes kocht voor 6.000 zilverstukken de veroverde delen van zijn koninkrijk terug.
Door het verloop van de oorlog nam de macht van Mithridates steeds meer af, maar toch wist Mithridates zijn waardigheid te behouden. De Romeinse historicus Appianus schreef daar het volgende over:

Hoewel hij een aantal van zijn kinderen, zijn versterkte burchten, je zou zelfs kunnen zeggen praktisch zijn hele koninkrijk was kwijtgeraakt en zelfs nauwelijks in staat was om een veldtocht te ondernemen, vertoonden zijn plannen geen spoor van onderdanigheid, wat je op grond van zijn toestand zou verwachten (...) Zelfs in zijn diepe ellende was er niets kruiperigs of verachtelijks aan hem.
— Appianus, Historia Romana V  151.

Omstreeks 63 v.Chr. week Mithridates van de Colchis uit naar de Krim. Daar kreeg hij echter onverwachte tegenstand van zijn oudste zoon Machares, die daar koning was. Deze weigerde hem troepen te leveren voor de oorlog van Mithridates. Hierop liet Mithridates zijn zoon vermoorden. Ondertussen zorgde Pompeius ervoor dat er geen enkel schip meer naar de Bosporus voer. Als later ook Mithridates andere zoon hem weigerde te helpen, werd Mithridates wanhopig en nam hij vergif in om zichzelf van het leven te beroven. Echter, doordat Mithridates zijn hele leven lang vergif had geslikt had dit vergif geen effect tegen hem. Uiteindelijk gaf hij het bevel aan een lijfwacht om hem te doden. Het nieuws van de dood van Mithridates bereikte Pompeius drie weken later toen hij met zijn leger optrok tegen de Nabateeërs. Vanaf daar gaf hij de opdracht om het lichaam over te brengen naar Pontus om aldaar op de kosten van de Romeinse generaal begraven te worden in Sinope of Amaseia. Tijdens het verblijf van Pompeius in Amaseia maakte hij voor het eerst concrete plannen om Syrië binnen te vallen.

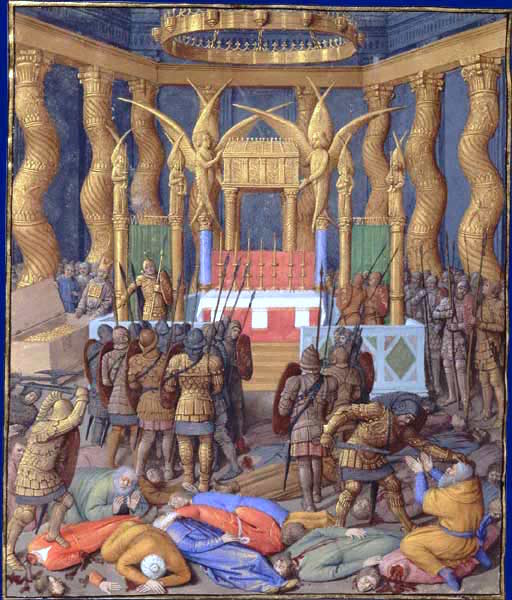
Pompeius bij de tempel van Jeruzalem, schildering van Jean Fouquet in een middeleeuwse vertaling van het werk Antiquitates Iudaicae van Flavius Josephus.

### De veldtocht naar Jeruzalem
Door zijn successen in Klein-Azië werd Pompeius aangemoedigd om verder te marcheren. Ook speelde er persoonlijke drijfveren mee; zo wenste hij door de Romeinen opgenomen te worden in een rijtje van grote mannen wier naam onlosmakelijk verbonden was met de faam van Rome. Lucullus had ten tijde van zijn Armeense veldtocht na de slag bij Tigranocerta de Romeinse generaal Antiochus XIII Asiaticus op de troon van het Seleucidische Rijk geplaatst. Deze benoeming werd niet door Pompeius erkend en hij viel het land binnen. Na het veroveren van de stad Antiochië, ontstond er een eerste Romeinse machtsbasis in het oostelijke Middellandse Zeegebied. Daarna wist Pompeius ook de rest van Syrië al snel onder de voet te lopen, zette koning Antiochus XIII af en lijfde het gebied in als een nieuwe Romeinse provincie: Syria. Hij installeerde Marcus Aemilius Scaurus minor als de eerste gouverneur van Syria. Met het inlijven van Syria kwam er ook een definitief einde aan het Seleucidische Rijk. Het succes van Pompeius in Syria had te maken met twee factoren. Ten eerste dat de lokale volkeren weinig werden geleid door koningen en dat de weinige koningen die er waren door de bevolking als tirannen werden beschouwd. Waardoor Pompeius als een bevrijder werd onthaald.
Door de intrede van de Romeinen in de Levant, verscheen er ook een nieuwe potentiële bondgenoot ten tonele voor de oorlogen die daar woedden. De broers Hyrkanus II en Aristobulus II die beiden het ambt van hogepriester in Israël ambieerde, stuurde allebei een delegatie naar Pompeius om de Romein aan hun kant te krijgen. Tevens werd er ook gevraagd om de hulp van Pompeius bij het vestigen van een theocratische staat, dat definitief los stond van enig Joods koninkrijk.
Aanvankelijk probeerde Pompeius eerst de broers met elkaar te verzoenen. Echter, Aristobulus riep een leger samen om zijn broer te bestrijden, Pompeius dacht echter dat het leger gericht was tegen zijn leger. Pompeius ging het gevecht met de Nabateeërs, die Aristobulus steunden, aan en marcheerde met twee legioenen naar het zuiden. In de buurt van de stad Petra kwam het tot een veldslag tussen de troepen van Pompeius en de koning van de Nabateeërs Aretas III. Aan de vooravond van deze slag kreeg Pompeius het nieuws dat Mithridates was overleden. Ondertussen probeerde Aristobulus II de troon van Judea te veroveren. Na de gewonnen slag marcheerde Pompeius op naar Jeruzalem en belegerde de tempel. Na drie maanden wist Pompeius te triomferen en hij stuurde Aristobolus II naar Rome, waardoor Hyrkanus II als hogepriester door de Romeinen kon worden geïnstalleerd. Tijdens gevechten die werden gevoerd op de Tempelberg werden circa 12.000 Joden gedood.

### Kreta
In de begindagen van de Derde Mithridatische Oorlog werd er een bondgenootschap gesloten tussen Mithridates en het eiland Kreta. Het eiland diende als thuisbasis voor enkele piraten en daarnaast zou het eiland huursoldaten leveren voor in het leger van Mithridates. In 70 v.Chr. voerde Marcus Antonius Creticus een aanval op het eiland af, maar de aanval werd afgeslagen. Hierop opende de Romeinse Senaat de onderhandelingen met de Kretenzers, die echter spaak liepen. Uiteindelijk besloot de senaat om Quintus Caecilius Metellus Creticus proconsulair gezag te geven voor het veroveren van Kreta. Deze wist de generaal Lasthenes te verslaan en de belangrijkste steden te veroveren op het eiland.
Na de verovering van het eiland lijfde Metellus Creticus het eiland in als provincie van het Romeinse Rijk. Ondertussen had hij de woede van Pompeius op zijn hals gehaald en werd Metellus door hem gesommeerd om zijn troepen terug te trekken van het eiland. De bewoners hadden zich immers overgegeven aan Pompeius en niet aan Metellus. Volgens de Lex Gabinia zou het eiland onder de macht van Pompeius vallen. Metellus gehoorzaamde echter niet en keerde pas in 65 v.Chr. terug in Rome. Door tegenwerking van Pompeius kon Metellus pas drie jaar later zijn triomftocht houden.

## Nasleep
Pompeius herorganiseerde de oostelijke Romeinse provincies op een dusdanige logische wijze dat deze veranderingen ruim een eeuw zouden blijven bestaan. Deze provincies werden in het oosten door quasi-onafhankelijke rijken beschermd tegen buitenlandse invallen. Na de dood van Mithridates werd zijn zoon Pharnaces II koning van Pontus. Hij regeerde echter alleen over het koninkrijk Bosporus. Door de veroveringen van Pompeius wisten de Romeinen hun positie in Klein-Azië alleen maar te versterken.

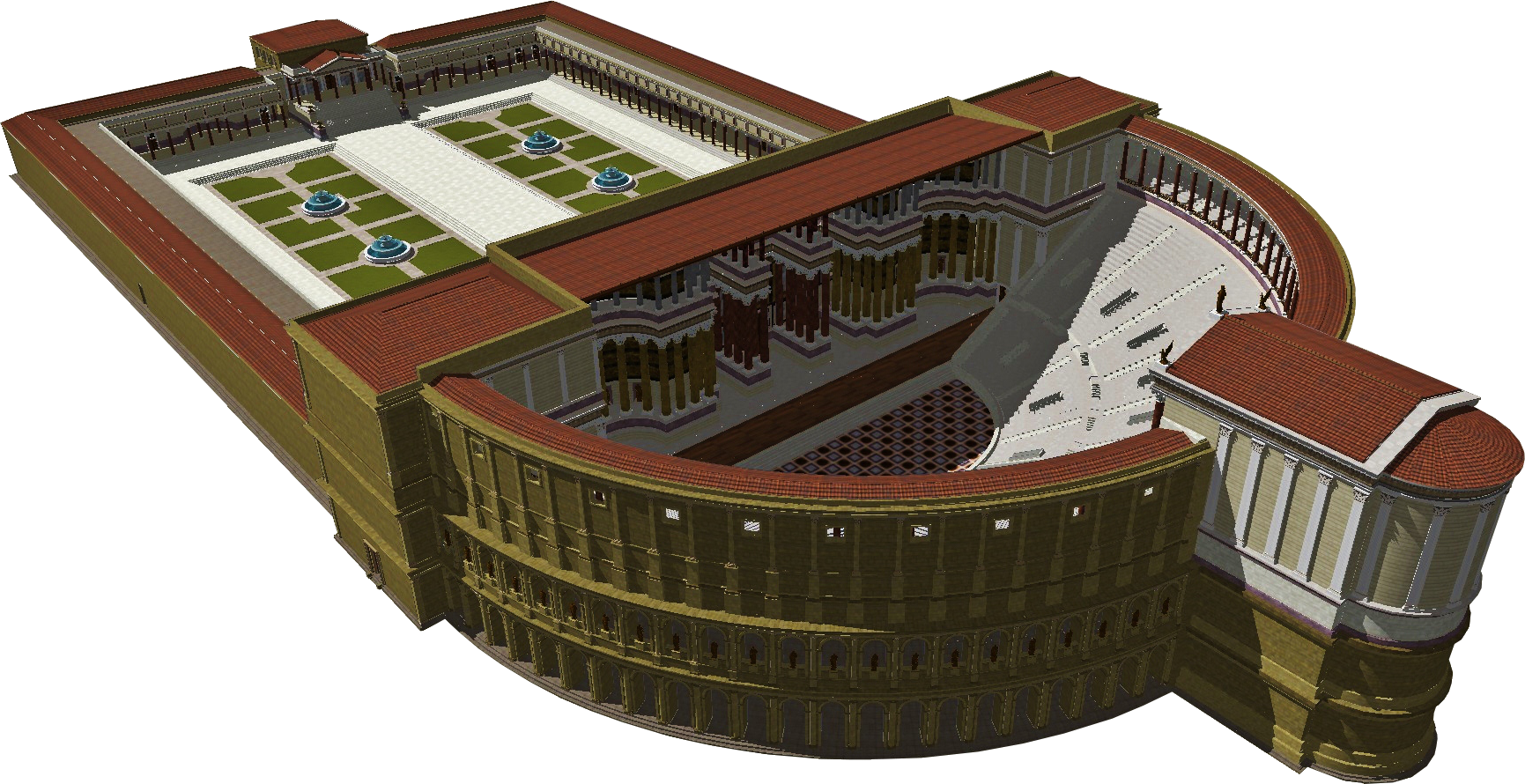
Een 3D-impressie van het Theater van Pompeius.

Toen Pompeius in Italië aankwam ontbond hij zijn leger in Brindisi, wat bij de Romeinse bevolking veel respect opriep. Ter ere van zijn veroveringen, hield Pompeius op 28 en 29 september van het jaar 61 v.Chr. een triomftocht door Rome. Een eer die Lucius Licinius Lucullus pas het jaar daarvoor was gegeven, drie jaar na zijn terugkomst in Rome. Op de eerste dag van de triomftocht van Pompeius werd aan het toegesnelde publiek meegedeeld wat Pompeius tijdens zijn militaire campagnes allemaal had volbracht. Zo had hij bijvoorbeeld 39 nieuwe steden gesticht. De Romeinse belastingopbrengst was door hem verhoogd van 200 naar 340 sestertiën. Tijdens de tweede dag van zijn triomftocht werden de gevangenen aan het publiek getoond, onder wie vijf kinderen van Mithridates en een van zijn zussen. Bij zijn triomftocht werd Pompeius zelfs bejubeld als "veroveraar van alle landen". Van de rijkdom die Pompeius tijdens de oorlog had vergaard bouwde hij het eerste permanente theater van Rome: het Theater van Pompeius.
Enkele jaren later verbrak Pharnaces II het verbond met Rome om de verloren gegane gebieden terug te krijgen. Zodra Julius Caesar dit had vernomen, trok hij van Egypte op naar Klein-Azië. Daar wist hij Pharnaces in de Slag bij Zela te verslaan. Hiermee was definitief de macht van de koningen van Pontus gebroken. Bij terugkomst in Rome zou Caesar de legendarische woorden veni, vidi, vici (ik kwam, ik zag, ik overwon) - die hij eerder als samenvatting van zijn succes in zijn strijd tegen Pharnaces II in een brief aan een vriend had vermeld - als inscriptie meedragen in zijn triomftocht. Het koninkrijk Pontus zou tot het jaar 64 een vazalkoninkrijk van Rome blijven toen keizer Nero de Pontische koning Polemon dwong te abdiceren. Het Koninkrijk Armenië werd na de oorlog een bondgenoot van Rome, maar onder invloed van de Parthen zouden zij nog enkele malen de oostelijke grenzen van het Romeinse Rijk binnenvallen.